# Christoph Frick (Mediziner)
Christoph Frick (auch Christoff Frike, Christophorus Frikius, Christopher Fryke; * 1659 in Ulm; † nach 1714 in Batavia, Niederländisch-Indien) war Barbierchirurg, Ostindien-Reisender und Autor eines in drei Sprachen verbreiteten Reisebuchs.

## Leben
Christoph Frick wurde am 7. November 1659 in Ulm getauft. Sein Vater Christoph Friedrich war Bleicher, seine Mutter Katharina die Tochter eines Goldschmiedes und Handelsherrn. Christoph kam als achtes von dreizehn Kindern zur Welt. Zwar war erst ein Jahrzehnt nach Ende des Dreißigjährigen Krieges verstrichen, doch die Leinweberei und -bleicherei der Stadt erholte sich rasch, so dass die Kinder wahrscheinlich in wohlbehüteten Verhältnissen aufwuchsen. Der älteste Sohn, Melchior Frick (1651–?), studierte Medizin und arbeitete nach seiner Promotion in Jena ab 1674 als Stadtarzt von Ulm. Im selben Jahr begann Christoph bei dem Schaumeister der Barbier- und Baderzunft und Stadtwundarzt Bartholomäus Heckhing eine Lehre, die er 1677 abschloss. Im selben Jahr starb seine Mutter. Die uneheliche Geburt eines Kindes, das er mit einer Magd gezeugt hatte, beschleunigte den Aufbruch. Ende März verließ Frick Ulm. In den folgenden Jahren zog er über Wien nach Ungarn, Böhmen, Mähren, Schlesien und Sachsen. Nach einem halben Jahr im Dienst des Zürcher Wundarztes Georg Herrliberger ging er über Banden nach Waldshut und gelangte auf dem Rhein schließlich in die Niederlande.
In Amsterdam unterzog er sich der obligatorischen Prüfung und wurde von der Niederländischen Ostindien-Kompanie (VOC) als Chirurg eingestellt. Am 31. Mai 1681 lief er auf der Ternate nach Batavia aus. In der Nähe des Kaps der Guten Hoffnung überlebte Frick den Untergang seines Schiffes, schlug sich zur Kapsiedlung durch und setzte einige Wochen darauf die Reise auf der Europa fort.
Nach der Ankunft in Batavia (heute Jakarta) am 13. Dezember 1681 arbeitete er zunächst als Chirurg auf dem Vorwerk Ansjol. Auch nahm er 1682 am Feldzug gegen den Sultan Agung von Bantam unter General-Major Saint-Martin („Schamartin“) teil. Danach lernte er als Schiffschirurg die meisten Niederlassungen der Kompanie kennen: Amboina, Banda, Ceylon, Formosa (Taiwan), Bali, Surat. 1685 ankerte sein Schiff für etwa fünf Wochen vor der Faktorei Dejima in der Bucht von Nagasaki, so dass er auch einen kurzen Blick auf das verschlossene Japan werfen konnte.
Als der Vertrag mit der Kompanie 1685 auslief, entschloss er sich zur Rückkehr nach Europa. Die Überfahrt auf dem Schiff De Beurs vom Februar bis August verlief ohne größere Probleme. Doch in Rotterdam machte ihm eine Schussverletzung, die er sich in Bantam zugezogen hatte, wieder zu schaffen. In Amsterdam musste er sich operieren lassen, in Köln kam es erneut zu einem mehrwöchigen Aufenthalt, so dass er, als er Ende November 1685 in Ulm ankam, seine Ersparnisse weitgehend aufgebraucht hatte.
Nach seiner Genesung arbeitete er für einige Zeit in Memmingen. Nachdem er 1686 eine mündliche Prüfung absolviert und seine praktischen Fähigkeiten beim Salbenreiben und in der Heilpflasterzubereitung unter Beweis gestellt hatte, wurde er am 16. Juli 1686 vom Magistrat der Stadt Ulm zum Meister bestellt. Mit der kurz darauf folgenden Eheschließung waren eigentlich die Grundlagen für eine gesicherte Zukunft gelegt, doch hatte Frick, wie so mancher Heimkehrer aus Fernost, Schwierigkeiten mit der bürgerlichen Lebens- und Haushaltsführung. Der väterliche Erbteil war bald aufgebraucht, die 1688 gekaufte Gastwirtschaft „Zum Einhorn“ trug nicht zur Besserung der Lage bei. Die Schulden häuften sich, schließlich flüchtete er Mitte der neunziger Jahre aus der Stadt und ließ seine Frau samt den vier Kindern zurück. Frick wurde aus der Zunft ausgeschlossen, sein Bild aus dem Meisterbuch herausgetrennt.
Einem seinerzeit im Bürgermeisteramt aufgesetzten Bericht zufolge soll Frick anlässlich einer Reise nach Prag im Streit um seine Waren einen Zöllner erschossen haben und über Dänemark nach Holland geflüchtet sein, doch hegte man schon damals Zweifel, ob dies nicht erfunden worden sei, um die Gläubiger fernzuhalten.
Im Juni 1695 brach Frick im Rang eines Unterchirurgen auf der Driebergen erneut nach Ostindien auf, wo er in Bantam diente. Im November 1697 verließ er auf der Lands Welvaren Batavia und landete im Juni des folgenden Jahres in Texel. Möglicherweise zog er 1717 ein drittes Mal gen Osten.
Frick hatte viel erlebt und dies wohl auch immer wieder zum Besten gegeben. 1692 druckte M. Wagner in Ulm seinen Bericht im Oktavformat und fügte neben einem Porträt einige Stiche bei. Im Jahre 1700 gab Simon des Fries in Utrecht eine niederländische Übersetzung der Reiseberichte von Frick, Elias Hesse aus Sachsen und dem Württemberger Christoph Schweitzer in einem Band heraus. Im selben Jahr erschien auf der Grundlage dieser Edition auch eine englische Ausgabe, die Hesses Text jedoch auslässt. Die niederländische Version wurde 1705 in überarbeiteter Form erneut aufgelegt.

## Werk
- Christoff Frikens Ost-Indianische Räysen und Krieges-Dienste/ Oder eine Außführliche Beschreibung/ was sich Zeit solcher/ nemlich von A. 1680. biß A. 1685. so zur See/ als zu Land/ in offentlichen Treffen und Scharmützeln/ in Belagerungen/ Stürmen und Eroberungen der Heydnischen Plätze und Städte/ in Marchiren und Quartieren/ mit ihme und seinen beygefügten Cameraden hin und wieder begeben. Da dann insonderheit der Bantamische Krieg auf Gross-Java [...] vorgestellet und entworffen, etc. Ulm, gedruckt bey Matthæo Wagnern, 1692. (Digitalisat ULB Sachsen-Anhalt)

- Reys nae en door Oost-Indien, van C. Frikius. In: Drie seer Aenmercklijcke reysen nae en door veelerley gewesten in Oost-indien; Gedaen van Christophorus Frikius, Chirurgijn: Elias Hesse, Bergh-Schrijver: Christophorus Schweitzer, Boekhouder; Yeder bysonder, van 't jaer 1675 tot 1686. Bevattende, nevens noyt beschrevene gedenckwaerdigheden, oock. Een eygentlijck beright van den laetsten Bantamschen oorlogh, en de veroveringh van geheel Groot-Java door de Hollanders. Desgelijcks van de Staet der Sillidaische goudmijn van d'E. E. Oost-indische Compagnie op Sumatra. Alles van de schrijvers in eygener persoon bygewoond. Vertaeld door S. de Vries. Utrecht, Willem vande Water, 1694.

- Dito. Den tweeden Druk, vermeerdert en verbetert. Amsterdam, 1705.

- A relation of two several voyages made into the East-Indies / by Christopher Fryke, surg. and Christopher Schweitzer. The whole Containing an Exact Account of the Customs, Dispositions, Manners, Feligion, &c. of the several Kingdoms and Dominions in those Parts of the World in General: But in a more particular manner, Describing those Countries which are under the Power and Government of the Dutch. Done out of the Dutch by S. L. London : For printed [sic] D. Brown, S. Crouch, J. Knapton, R. Knaplock, J. Wyate, B. Took, and S. Buckley, 1700. (Digitalisat)